# Luano
Luano è un ward dello Zambia, parte della Provincia di Copperbelt e del Distretto di Chingola.